# 에코세즈
에코세즈(프랑스어: écossaise)는 19세기 초에 유행한 춤곡으로 악곡의 형식 중 하나이다.
18세기 후반에 영국과 프랑스에 나타나, 19세기 초기에 유행하였다. 빠른 템포로 된 2/4박자의 소품. 말 자체는 프랑스어로 '스코틀랜드의'라는 뜻이나, 도리어 영국의 전원 춤곡과 공통된 점이 많다.